# Section Paloise

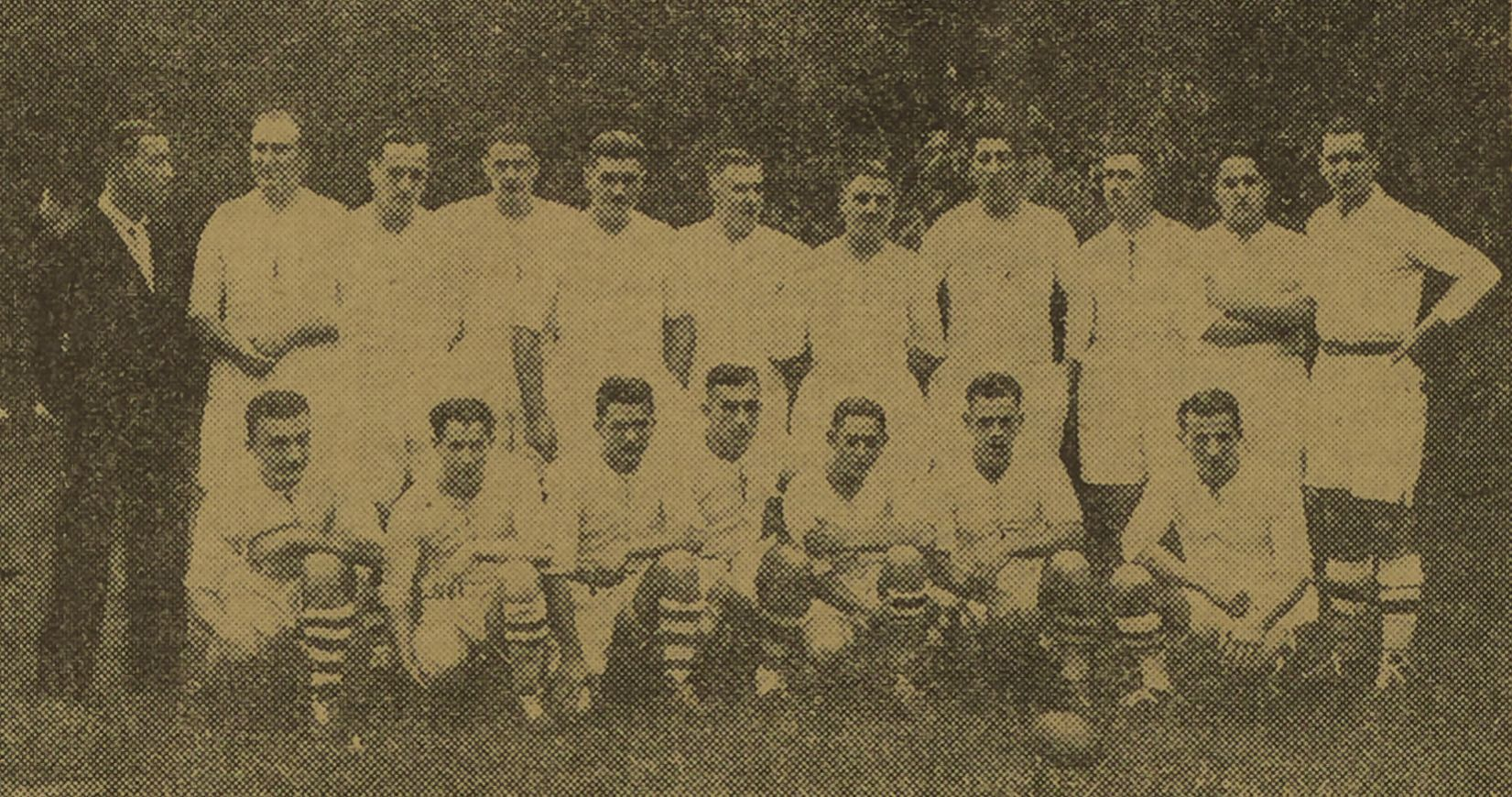
Section paloise el 1938.

La Section paloise (Seccion palenca, en occità) és un club omnisports de la localitat bearnesa de Pau. Està dotat de vuit associacions esportives: la boxa, l'esgrima, el karate, el kendo, el tennis taula, la pilota basca i la secció de rugbi a 15, que la temporada 2007-2008 ha jugat al Pro D2.

## El club
Fundat el 1902 amb el nom de «Section paloise de Ligue Girondine», va adoptar el nom actual de «Section paloise» el 1905.
La secció de rugbi és un equip històric dins del Top 14, malgrat que actualment estigui jugant a la 2a divisió. La darrera etapa en què el rugbi de Pau ha gaudit d'un equip a la 1a divisió va ser en l'etapa compresa entre els anys 1988 i 2006. La temporada 2005-2006, la secció juvenil va disputar els vuitens de final del Campionat de França, cosa que demostra la vitalitat de l'entitat bearnesa

## Palmarès
- Campionat de França (Bouclier de Brennus): 
  - Campió: 1928, 1946 i 1964
- Copa de França : 
  - Campió: 1997
  - Finalista: 1946
- Challenge Yves du Manoir:
  - Campió: 1939 i 1952
  - Finalista: 1953, 1959, 1962, 1964 i 1996
- Challenge Europeu: 
  - Campió: 2000
  - Finalista: 2005
- Challenge Antoine Béguère:
  - Finalista: 1971
- Copa André Moga:
  - Finalista: 1995
- També va arribar a les semifinals de la Copa d'Europa de rugbi el 1998.

## Les finals de la Section Paloise

### Campionat de França
| Data de la final   | Vencedor        | Finalista  | Resultat | Lloc de la final                | Espectadors |
| 6 de maig de 1928  | Section paloise | US Quillan | 6-4      | Stade des Ponts Jumeaux, Tolosa | 20.000      |
| 24 de març de 1946 | Section paloise | FC Lourdes | 11-0     | Parc des Princes, París         | 30.000      |
| 24 de maig de 1964 | Section paloise | AS Béziers | 14-0     | Stadium Municipal, Tolosa       | 27.797      |

### Challenge europeu
| Data de la final     | Vencedorr       | Finalista         | Resultat | Lloc de la final               | Espectadors |
| 27 de maig de 2000 1 | Section paloise | Castres olympique | 34-21    | Stade des Sept Deniers, Tolosa | 6.000       |
| 21 de maig de 2005   | Sale Sharks     | Section paloise   | 27-3     | The Kassam Stadium             | 7.230       |

¹ La competició llavors Bouclier Europeu.

## Jugadors emblemàtics
| - André Abadie - Patricio Albacete - Pierre Aristouy - David Aucagne - Lionel Beauxis - Philippe Bernat-Salles - Pascal Bomati - Sébastien Bruno - Nicolas Brusque - Eugène Buzy - Laurent Cabannes - Jean Capdouze - Philippe Carbonneau | - Albert Cazenave - Thierry Cléda - David Dantiacq - Hari Dumitras - Marc Etcheverry - Christian Loustaudine - Jean-Michel Gonzales - Imanol Harinordoquy - Auguste Lassalle - Pierre Lauga - Claude Mantoulan - Henri Marracq - Thierry Mentières | - François Moncla - Garrick Morgan - Robert Paparemborde - Jean-Baptiste Peyras-Loustalet - Jean Piqué - Roger Piteu - Jean-Pierre Saux - Michel Sorondo - Frédéric Torossian - Damien Traille - Pierre Triep-Capdeville |

- Thierry Ducès (finalista del darrer Challenge Ives du Manoir el 1996)
- Philippe Ebel (capità finalista del Manoir del 1996)
- Richard Mapuhi (primer taitià a jugar a la 1a divisió francesa, a finals dels anys 70)
- Jean Preux (finalista del grup B el 1989 i el 1990)
- Fernand Taillantou (3 cops seleccionat - campió de França el 1928; 2n del torneig el 1931)

## Clubs de seguidors
- Section c@p e tot
- Le 16me homme
- Les amis de la Section